# Balgen

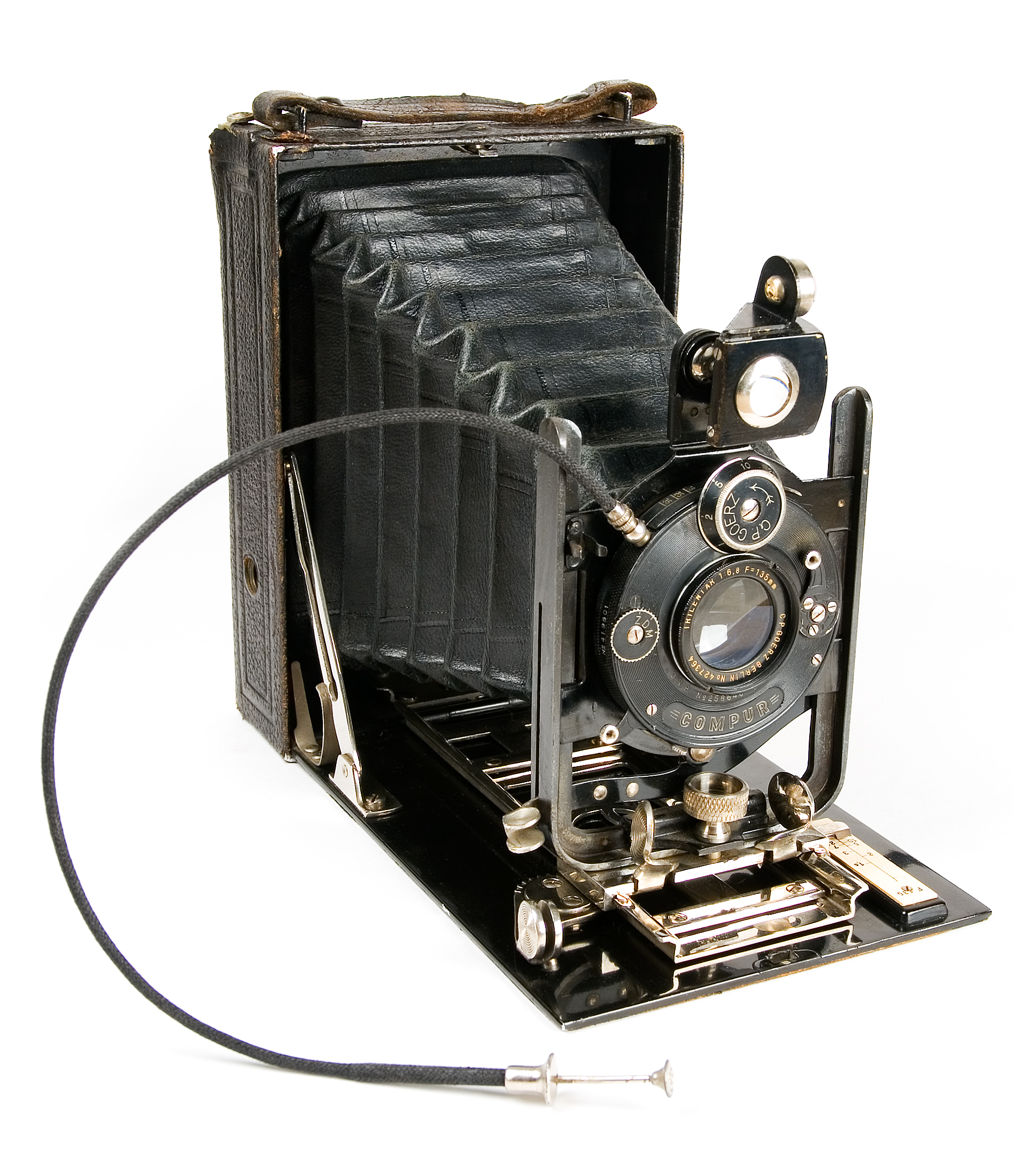
Klappkamera mit Balgen

In der Fotografie versteht man unter einem Balgen eine flexible, lichtdichte Verbindung zwischen Objektiv und dem Kameragehäuse. 
Eingesetzt werden oder wurden Balgen bei:
- Fachkameras und Reprokameras zur Verschiebung und Verschwenkung der Objektivstandarte und der Filmstandarte
- Klappkameras, Projektoren hier jedoch meist ohne Verstellmöglichkeiten
- Kleinbild- und Mittelformatkameras als Balgengerät in der Makrofotografie
- speziellen Streulichtblenden, den Kompendien
- Vergrößerungsgeräten im Fotolabor bzw. Dunkelkammer
- Weitwinkeleinstellgeräten an Großformatkameras
- für die Einstellung von Okularen